# Hyposmocoma rusius
Hyposmocoma rusius là một loài bướm đêm thuộc họ Cosmopterigidae. Đây là loài đặc hữu Molokai.